# Polémica por el túnel del AVE por la Sagrada Familia
La construcción del Túnel de alta velocidad Barcelona Sants-La Sagrera, parte de la Línea de alta velocidad Madrid-Zaragoza-Barcelona-Frontera francesa provocó polémicas al construirse junto lo que serán los cimientos de la fachada principal del templo de la Sagrada Familia a una distancia y profundidad que algunos consideran muy insuficiente. El ministerio aseguró que el proyecto no conllevaba ningún riesgo para la estabilidad del edificio, basándose en estudios realizados por sus técnicos, geólogos e ingenieros, así como las empresas concurrentes para hacerse con el contrato de licitación. A pesar de estos estudios, y a pesar también de que en esos momentos, frente a 2 de las 4 fachadas del templo ya existe una estación del Metro de Barcelona a muy escasa distancia y profundidad. El Patronato de la Sagrada Familia, el "Col·lectiu per un bon traçat del TGV" y la plataforma vecinal "AVE pel litoral" iniciaron campaña contra la construcción del túnel, basándose en el argumento que dichas obras podrían afectar negativamente al templo, respaldándose en informes de técnicos externos al ministerio.

## Precedentes
Después del accidente de El Carmelo, donde un túnel de maniobras del metro se hundió durante su construcción a causa de las deficiencias en las inspecciones y la falta de estudios geológicos suficientes, provocó la desconfianza de varios habitantes de Barcelona en las obras de túneles en la ciudad. Por este motivo los ciudadanos que residían en zonas donde se construyó el túnel se asociaron para pedir desvíos o cancelaciones durante obras, especialmente en los alrededores de la Sagrada Familia, por desconfianza en la seguridad de estas.

## Apoyos
A esta campaña se sumaron varios catedráticos, arquitectos, profesores y técnicos de varios países, entre ellos la Universidad de Kanagawa (Japón), la Universidad de Stuttgart,, la A&M Florida o el MIT de Boston, (USA). Estos expertos se manifestaron contrarios a la construcción de un túnel tan cercano a un edificio de estas características -cuyo peso total futuro no es comparable a otras estructuras de los alrededores-, ya que podía poner en peligro su estabilidad e integridad según dichos expertos.
Sin embargo, otro estudio del Colegio de Geólogos de Cataluña concluyó que las obras no suponían riesgo para el templo, aún descartando el riesgo nulo. En este sentido, el Colegio de Ingenieros de Caminos, Canales y Puertos de Cataluña manifestó que si el túnel se construía conforme a las normativas de seguridad existentes no había ningún peligro para la estructura.[cita requerida]

## Informe independiente de noviembre del 2009
Intemac realizó un estudio que concluyó que la ejecución del túnel del AVE entre las estaciones de Sants-La Sagrera no implicará ningún riesgo arquitectónico para la Sagrada Familia, según informó el Administrador de Infraestructuras Ferroviarias (Adif).
El estudio, elaborado por un equipo multidisciplinar formado por trece especialistas en diferentes ámbitos, afirma que "en las condiciones más desfavorables de ejecución no suponían riesgo alguno para la seguridad estructural del templo".
Según el informe, la construcción de la pantalla de protección "no originaría perturbaciones ni alteraciones significativas en el terreno de cimentación del templo", y añadió que las vibraciones que originarán las obras son inferiores a las exigidas por la normativa existente, incluso para los edificios de especial sensibilidad.

## Construcción e inauguración
Finalmente, tras su construcción, el túnel fue inaugurado y puesto en servicio el 8 de enero de 2013, sin incidentes hasta la actualidad.